# Villaines-la-Juhel
Villaines-la-Juhel là một xã thuộc tỉnh Mayenne trong vùng Pays de la Loire tây bắc  nước Pháp. Xã này nằm ở khu vực có độ cao trung bình 180 mét trên mực nước biển.